# Peacock
Peacock（ピーコック）は、コムキャストの子会社であるNBCユニバーサルのテレビジョン・アンド・ストリーミング部門が所有・運営するアメリカのビデオ・オン・デマンド・サービス。NBCの孔雀のロゴにちなんで名付けられたこのサービスは、2020年7月15日に開始された。
このサービスでは主に、オリジナルコンテンツのほか、NBCユニバーサルのスタジオやその他の第三者コンテンツプロバイダーが提供するテレビシリーズや映画、ニュース、スポーツ番組などのコンテンツを提供している。コンテンツが限定された広告サポート付きの無料版で提供される一方、プレミアム版では、より多くのコンテンツライブラリーや、NBCスポーツやWWEネットワークの追加コンテンツへのアクセスが可能になる。
Peacockは2020年7月15日に全米でサービスを開始し、2021年8月時点で少なくとも5,400万人の契約を達成している。

## 歴史
2019年1月14日、NBCユニバーサルは、ボニー・ハマー会長のもと、NBCユニバーサル・ダイレクト・トゥ・コンシューマー・アンド・デジタル・エンタープライズを設立した。これには、「Peacock」と名付けられたOTTストリーミングサービスの立ち上げが含まれ、2020年4月に利用可能となった。この動きには、新しいオリジナル番組、NBCUプロパティのリブートも含まれており、NBCシリーズの『ジ・オフィス』と『パークス・アンド・レクリエーション』は、ライバルのストリーミングサービスであるNetflix、Hulu、Amazon Prime Videoから外され、ライバルのストリーミングサービスへの独占配信権が切れた時点でサービスに加わり、『パークス・アンド・レクリエーション』は2020年10月、『ジ・オフィス』は2021年1月に加わることになった。
2021年1月28日までに、Peacockの加入者数は3,300万人に達した。4月29日、Peacockは4,200万人の加入者数を達成した。6月23日、2021年5月時点で、Peacockのプレミアム会員数が約1,000万人であることが明らかになった。その後はプレミアム会員数が足踏みする状態が続いていたが、2022年10月に1,500万人を突破したことを同月にNBC最高経営責任者（CEO）のジェフ・シェルが発表した。

## 配信
Peacockには、「フリー」、「プレミアム」、「プレミアム・プラス」の3つのサービス層がある。プレミアムは、Peacockの全コンテンツを含む定額制のサービスで、フリーはその一部のコンテンツを含む。フリーとプレミアムには広告が含まれており、CMは1時間あたり5分に制限されている。Peacock Premiumは、CoxやXfinityなどのテレビサービス・プロバーダーの一部のサービスに含まれている。Peacock Premiumに直接加入している場合も、プロバイダーを通じてサービスを受けている場合も、広告なしのプレミアム・プラスに月額追加料金でアップグレードすることができる。
Peacockは、2020年4月15日にXfinityケーブルおよびブロードバンドの顧客に発売された後、2020年7月15日に米国で全国発売された。
2024年5月にはXfinityのユーザー向けにPeacockとNetflix、Apple TV+のバンドルプランの提供を開始した。

## コンテンツ
このサービスは、ユニバーサル・ピクチャーズやユニバーサル・テレビジョンなどの子会社を含む、NBCユニバーサルのライブラリーを中心に構成されている。サービス開始時には、少なくとも15,000時間のコンテンツが用意されており、プレミアム加入者にはさらに5,000時間のコンテンツが提供される予定。NBCシリーズの最新エピソードは、プレミアム加入者には初放送の翌日に、非加入者には1週間遅れでPeacockで配信される。
Peacockはまた、NBCユニバーサルの放送局およびケーブル局のプロパティ（NBCの朝の番組『トゥデイ』のデジタル拡張版である『Today All Day』など）からの長編およびデジタルオリジナルの番組コンテンツや、サードパーティのコンテンツプロバイダーを含む、約25のキュレーションされたデジタルリニアチャンネルのラインナップを提供している。
2020年1月26日、NBCは『ザ・トゥナイト・ショー・スターリング・ジミー・ファロン』と『レイト・ナイト・ウィズ・セス・マイヤーズ』を、NBCでのテレビ初放送に先駆けて、それぞれ午後8時（米国東部時間）と午後9時（同）にストリーミング配信する計画を発表した。しかし、この決定は、Peacockでの両深夜トークショーの「プレエア」が、NBCのローカル局での番組の視聴率を共食いさせることを懸念して、NBCの多くの系列グループから批判され、計画は白紙に戻された。
2021年5月、同年7月に開幕する東京オリンピックの前に本サービスの加入者数を増やす目的で同年7月2日にユニバーサル・ピクチャーズ配給で劇場公開されるアニメ映画『ボス・ベイビー ファミリー・ミッション』を本サービスのプレミアム会員向けに同日から60日間ストリーミング配信することを明らかにした。ユニバーサルはアメリカ劇場所有者協会などとの取り決めにより、インターネットサービスにおける新作映画の配信は劇場公開から17日後としているため、異例の形態での公開となる。
2021年7月6日、ユニバーサルは、HBOとのペイワン契約（ファーストルック公開）を更新せず、2022年から始まるペイワン期間中、Peacockに作品を提供することを発表した。すべての作品は、18ヶ月間のペイワン期間の最初と最後の4ヶ月間、Peacockで独占的に配信される（ユニバーサルは、この2つの独占ウィンドウの間に、実写作品をAmazon Prime Videoに、イルミネーションとドリームワークス・アニメーションのアニメーション作品をNetflixにライセンスしする）。
2021年12月、NBCユニバーサルは『355』や『Ticket To Paradise（原題）』、『バッドガイズ』など、翌年（2022年）に劇場公開を予定している同社グループ制作映画の大半を劇場公開から45日後に本サービスにて独占配信することを発表した。

### オリジナル作品
2020年のサービス開始時から、『BRAVE NEW WORLD/ブレイブ・ニュー・ワールド』などの独占配信オリジナル作品を順次追加している。
1965年から放送されているソープ・オペラ（昼ドラ）の『デイズ・オブ・アワ・ライブス』も2022年9月12日から本サービスでの独占配信に移行されている。

### スポーツ中継
2020年7月、NBCが放映権を保有しているイギリスのサッカーリーグ「プレミアリーグ」を本サービスで配信することを発表した。
2021年6月、NBCユニバーサルは同社が米国内における独占放映権を保有し、同年7月に日本の東京などで開催される東京オリンピックを配信することを発表した。元々、この大会は2020年7月に開催予定であり、本サービスもオリンピックの視聴者を取り込む目的で同月に正式サービスを開始した経緯がある。しかし、世界的な新型コロナウイルスの流行により、日本政府と国際オリンピック委員会（IOC）は大会の1年延期を決定したため、NBCユニバーサルが予定していた当初の計画が大幅に狂うことになった。

## 国際版
2020年6月、カナダの放送局コーラス・エンターテイメントが、Peacockのオリジナル番組のカナダでの独占放送権を獲得した。2020年8月、NBCユニバーサルはオーストラリアのストリーミングサービス「Stan」と、Peacockのオリジナル番組を含む配信契約を締結した。
2021年7月29日、コムキャストとスカイは、Peacockが2021年第4四半期にオーストリア、ドイツ、アイルランド、イタリア、スイス、イギリスで開始され、Sky Q、Now（アイルランド、イタリア、イギリス）、Sky Ticket（ドイツ）のすべての顧客に、開始時から追加料金なしで提供されることを発表した。
2021年8月、コムキャストはバイアコムCBSとの間で、Peacockのインフラストラクチャーをベースに、Peacockのオリジナル作品を含む両社の番組を組み合わせた共同ストリーミングサービス「SkyShowtime」を開始する合意を発表した。このサービスは、北欧4カ国、ハンガリー、ポーランドを含むヨーロッパの20の小規模な領域で提供される予定で、これらの市場ではバイアコムCBSのParamount+に取って代わるもので、PeacockとParamount+は別々に運営される。
同時に、ブルームバーグ・ニュースは、コムキャストがラテンアメリカ、オーストラリア、アジア、フランスなど、他のいくつかの地域でPeacockの立ち上げを目指していると報じた。
| 公開日          | 国/地域                  | リリース・パートナー |
| --------------- | ------------------------ | -------------------- |
| 2020年7月15日   | アメリカ合衆国           |                      |
| 2021年第4四半期 | オーストリア             | Sky                  |
| 2021年第4四半期 | ドイツ                   | Sky                  |
| 2021年第4四半期 | アイルランド             | Sky                  |
| 2021年第4四半期 | イタリア                 | Sky                  |
| 2021年第4四半期 | スイス                   | Sky                  |
| 2021年第4四半期 | イギリス                 | Sky                  |
| 2022年初頭      | アルバニア               | SkyShowtime          |
| 2022年初頭      | アンドラ                 | SkyShowtime          |
| 2022年初頭      | ボスニア・ヘルツェゴビナ | SkyShowtime          |
| 2022年初頭      | ブルガリア               | SkyShowtime          |
| 2022年初頭      | クロアチア               | SkyShowtime          |
| 2022年初頭      | チェコ                   | SkyShowtime          |
| 2022年初頭      | デンマーク               | SkyShowtime          |
| 2022年初頭      | フィンランド             | SkyShowtime          |
| 2022年初頭      | ハンガリー               | SkyShowtime          |
| 2022年初頭      | コソボ                   | SkyShowtime          |
| 2022年初頭      | モンテネグロ             | SkyShowtime          |
| 2022年初頭      | オランダ                 | SkyShowtime          |
| 2022年初頭      | 北マケドニア             | SkyShowtime          |
| 2022年初頭      | ノルウェー               | SkyShowtime          |
| 2022年初頭      | ポーランド               | SkyShowtime          |
| 2022年初頭      | ポルトガル               | SkyShowtime          |
| 2022年初頭      | ルーマニア               | SkyShowtime          |
| 2022年初頭      | セルビア                 | SkyShowtime          |
| 2022年初頭      | スロバキア               | SkyShowtime          |
| 2022年初頭      | スロベニア               | SkyShowtime          |
| 2022年初頭      | スペイン                 | SkyShowtime          |
| 2022年初頭      | スウェーデン             | SkyShowtime          |
| 未定            | オーストラリア           |                      |
| 未定            | フランス                 |                      |
| 未定            | アジア                   |                      |
| 未定            | ラテンアメリカ           |                      |